# 服部みれい
服部 みれい（はっとり みれい）は、日本の文筆家・詩人・編集者。

## 経歴
育児雑誌の編集を経て、1998年に独立、こころとからだにまつわるホリスティックな観点から、書籍を多数企画、編集。2008年より雑誌murmur magazineの編集長をつとめるほか、自身の書籍を執筆。冷えとりソックスと本のショップ、マーマーなブックス アンド ソックス主宰。忍田彩（ex.SGA）とのバンド「mma」（エムエムエー）ではベースを担当。2015年春より家族・編集スタッフとともに東京から岐阜県美濃市に移住。

## 著書
- 『なにかいいこと 自分をほどく知恵のことば』（2010年3月 イースト・プレス）
- 『ストロベリー・ジュース・フォーエバー』（2010年8月 マーブルトロン／中央公論新社）
- 『SELF CLEANING BOOK　あたらしい自分になる本』（2011年1月 アスペクト）
- 『オージャスのひみつ こころとからだの生命エネルギーを増やしてなりたい自分になる方法』（蓮村誠＝監修 2011年6月 マーブルトロン／中央公論新社）
- 『みれいの部屋 ニューお悩み相談』（2011年9月 主婦と生活社）
- 『SELF CLEANING DIARY 2012　あたらしい自分になる手帖』（2011年9月 アスペクト）
- 詩集『甘い、甘い、甘くて甘い』（2011年10月 エムエム・ブックス）
- 『あたらしい東京日記』(2012年6月 大和書房)
- 『SELF CLEANING DIARY 2013　あたらしい自分になる手帖』（2012年9月 アスペクト）
- 『あたらしい食のABC』（2012年10月WAVE出版）
- 『服部みれい詩集　だからもう はい、すきですという』（2013年3月 ナナロク社）
- 『SELF CLEANING BOOK2　自由な自分になる本』（2013年6月 アスペクト）
- 『恋愛呼吸』（共著＝加藤俊朗、2013年6月 中央公論新社）
- 『SELF CLEANING DIARY 2014　あたらしい自分になる手帖』（2013年9月 アスペクト）
- 『あたらしい結婚日記』(2013年12月 大和書房)
- 『服部みれいの冷えとりスタイル100連発ッ』(2014年4月 エムエム・ブックス)
- 『SELF CLEANING DIARY 2015 あたらしい自分になる手帖』(2014年9月 アスペクト)
- 『日めくりッ　コンシャスプランカレンダー2015』(2014年9月 エムエム・ブックス)
- 『わたしの中の自然に目覚めて生きるのです』(2014年11月 筑摩書房)
- 『わたしが輝くオージャスの秘密』(2015年3月 ちくま文庫)
- 『なにかいいこと』(2015年4月 PHP文庫)
- 『わたしのヒント』(2015年10月 大和書房)
- 『わたしの手帖 2016』(2015年11月 エムエム・ブックス)
- 『日めくりッ　コンシャスプランカレンダー2016』(2015年11月 エムエム・ブックス)
- 『わたしのダイアリー』(2015年12月 エムエム・ブックス)
- 『わたしらしく働く！』(2016年４月 マガジンハウス)
- 『あたらしい自分になる本 増補版』(2016年７月 ちくま文庫)
- 『あたらしい移住日記』(2016年11月 大和書房)
- 『自由な自分になる本 増補版』(2017年３月 ちくま文庫)
- 『SELF CLEANING BOOK３　うつくしい自分になる本』(2018年３月 筑摩書房)
- 『わたしの中の自然に目覚めて生きるのです【増補版】』(2018年８月 ちくま文庫)
- 『みの日記』（2019年２月 地球丸から扶桑社）
- 『わたしと霊性』（2019年９月 平凡社）
- 『好きに食べたい』（2020年12月　毎日新聞出版）
- 『自分をたいせつにする本』（2021年7月　ちくまプリマー新書｜筑摩書房）
- 『わたしにうれしいことが起こる』（植原絋治、服部みれい共著　2022年7月　徳間書店）
- 『自分を愛する本』（kai、服部みれい共著　2024年5月　河出書房新社）
- 『わたしの中にも朝焼けはある』（絵　早坂香須子/ 詩とことば　服部みれい　2024年10月　河出書房新社）

## 編集書
- ミトン制作委員会『ミトン』（2003年9月 河出書房新社）
- 『TWIGGY PLEASE GET MY NAME RIGHT』（2004年5月 プチグラ・パブリッシング）
- しまおまほ『しまおまほのひとりオリーブ調査隊』（2004年11月 プチグラ・パブリッシング）
- 蓮村誠、臼井幸治『黄金のアーユルヴェーダ・セルフマッサージ』（2006年12月 河出書房新社）
- 蓮村誠『毒を出す食 ためる食』（2008年12月 PHP研究所）
- ヴェレダ・ジャパン『ナチュラル・ケア ベビーブック』（2009年5月 アノニマ・スタジオ）
- ヴェレダ・ジャパン『ナチュラル・ケア マタニティブック』（2009年10月 アノニマ・スタジオ）
- 蓮村誠『白湯 毒だし健康法』（2010年2月 PHP研究所）
- カワムラタマミ『からだはみんな知っている』（2010年4月 祥伝社）
- 蓮村誠『麦茶 毒だし健康法』（2010年7月 PHP研究所）
- 『冷えとりガールのスタイルブック』（2010年10月 主婦と生活社）
- ささたくや『サラダの本』（2016年5月 エムエム・ブックス）
- 秋山佳胤『いいかげん人生術』（2016年8月 エムエム・ブックス）
- プリミ恥部『あいのことば』（2019年９月 エムエム・ブックス）
- 『冷えとりスタイルブック』（2019年10月 エムエム・ブックス）
- 塚原裕基『岐阜マン』（2020年4月 エムエム・ブックス）
- ケルマデック『地球統合計画NEO』（2020年12月 エムエム・ブックス)
- 小山内洋子『いよいよはじまる、皇の時代』（2021年7月 エムエム・ブックス）
- kai『kaiのチャクラケアブック』（2024年3月 エムエム・ブックス）

ほか。

## 連載
- 『エココロ』（エスプレ）「服部みれいの なにかいいこと　食のこと」（2010.7 - 2011.11）
- 『天然生活』（地球丸）「みのむしダイアリー」（2016.3 - 2018.５）
- 毎日新聞「好きに食べたい」（2020年9月終了）

## その他
- まぐまぐにて有料メールマガジン「服部みれいの超☆私的通信ッ」を配信（2011年12月-2016年1月）
- 冷えとりソックスと本のショップ「マーマーなブックス アンド ソックス」主宰
- 高校生がつくる高校生のためのフリーペーパー『anmitsu』監修（2003年 - 2008年）
- 青山ブックセンター本店で「わたしらしい仕事・わたしらしい働き方」ワークショップを開催（2012年1月-7月、全4期）
- 青山ブックセンター本店で、「服部みれいの編集ゼミ」を開催（2012年9-12月）
- 『天然生活』Webインタビュー「『みの日記』発売記念！あたらしい暮らしを考える」（2020年８月）
- 『GINZA』Webインタビュー「彼女が「お疲れさま」を言わない訳」（2020年９月）
- 『天然生活』（2022年１月号 扶桑社）「うれしいが続く、お取り寄せ定期便」に寄稿
- 『MyCalender』秋号（2022年10月号 説話社）　カード占い＆ト占特集に寄稿
- 早川茉莉(編集)『スプーンはスープの夢をみる－極上美味の61編』（2022年12月     筑摩書房）に、エッセイ「ムングダールのスープ」（出典元『あたらしい食のABC』2012年 WAVE出版）掲載
- 2017年秋から、「声のメルマガ」として、週に1回、毎月4回届ける「聴く」音声配信番組を開始。服部みれいが今いちばん気になる旬の話題、こころ、からだ、魂の浄化、意識の拡大、そのためのセルフケアの知恵などを届ける、あたらしいメディアとして国内外に多数のリスナーをもち、読者との交流の場にもなっている。
- みれい音のちいさな宇宙　 服部みれいによる、即興の音楽（ピアノ演奏）と詩の朗読のシリーズを配信。（2022年3月-12月）
- noteにてブログ、みれいらんち（2021年2月-2024年6月）、あたらしいみれいらんち（2024年10月-2024年12月）を配信
- セルフケアの知恵、目に見えない世界の情報から、自然と共にある暮らし方や食の話、おすすめのカルチャー情報まで、新感覚のzineを、まぐまぐ「服部みれいの超ハイパー私的通信」（2024年12月-）にて配信中。

## 参考
- このページは、『murmur magazine』ウェブサイト、著書の著者紹介を参考に記述しました。